# Виолета Панзова
Виолета Панзова-Наскова (на македонска литературна норма: Виолета Панзова) е философка от Северна Македония.

## Биография
Родена е на 2 юли 1948 година в Свети Никола, тогава във Федеративна народна република Югославия. Внучка е на телохранителя на Тодор Александров Панзо Зафиров. Татко ѝ Ванчо Зафиров е пленен от германците в 1941 година и 9 месеца е в лагер в Германия. След завръщането си подпомага комунистическата съпротива, а после сам става партизанин. След войната е служител на Управлението за държавна сигурност, но в 1947 година напуска и се занимава със земеделие, като се жени за Благуна Заркова от видно семейство от Пестришино.
Виолета Панзова завършва основно и средно образование в Свети Никола в 1966 година и през есента на същата година се записва във Философския факултет на Скопския университет, който завършва в 1970 година. В 1981 година става магистър във Философския факултет на Белградския университет, където в 1989 година защитава и докторска дисертация. Още като студентка става демонстратор по логика на Философската група към Философския факултет в Скопие. От 1971 година е щатен преподавател във факултета, а от 2000 година е редовен професор, като преподава логическата група предмети. Била е ръководител на Института по философия във Философския факултет от 1995 до 1999 година. Публикувала е над сто научни труда в местни и чуждестранни издания в областта на логиката, епистемологията и философията на езика. Ръководител е и на няколко научноизследователски проекта, сред които: „Логически анализ и формализация на македонския литературен език“ (1992 – 1995), „Македонска логическа терминология“ (2000 – 2003) и други. Панзова има оригинална концепция за логиката като обща теория на рационалността. По-тесен неин научен интерес е прилагането на съвременната логика при анализа и дигитализацията на природните езици, със специален акцент върху така наречения македонски език, за който е разработил нов логически апарат.
В 1969 година се чени за икономиста Богдан Генев Насков Чекеровски.
Умира на 8 април 2020 година в Скопие.